# Pomnitz
Pomnitz ist seit dem 1. Juli 2009 ein Ortsteil der Gemeinde Lanitz-Hassel-Tal im Burgenlandkreis in Sachsen-Anhalt. Bis zum 30. Juni 2009 gehörte Pomnitz zur selbstständigen Gemeinde Möllern.

## Geografie
Pomnitz befindet sich zwischen Apolda und Naumburg (Saale) zwischen dem Höhenrücken der Finne im Nordwesten und der Saale im Südosten. Der Ort liegt im Tal des Hasselbachs. 

## Geschichte
Die erstmalige urkundliche Erwähnung des Orts stammt aus dem Jahre 1144. Ab Mitte des 13. Jahrhunderts geriet der Ort schrittweise in den Besitz des Klosters Pforta. Im Jahre 1360/66 entsagte der Bischof von Naumburg allen Rechten an Obermöllern, Niedermöllern, Pomnitz und Roßbach zugunsten des Klosters Pforta. Nach der Säkularisation des Klosters Pforta im Jahr 1540 gehörte Pomnitz von 1543 bis 1815 zum kursächsischen Amt Pforta. Durch die Beschlüsse des Wiener Kongresses kam der Ort 1815 zu Preußen und wurde 1816 dem Landkreis Naumburg im Regierungsbezirk Merseburg der Provinz Sachsen zugeteilt, zu dem er bis zur Auflösung des Kreises 1932 gehörte.
Die Gemeinde Möllern entstand am 20. Juli 1950 durch den Zusammenschluss der bisherigen Gemeinden Obermöllern und Niedermöllern (mit Pomnitz). Seit dem Zusammenschluss der Gemeinden Möllern und Taugwitz am 1. Juli 2009 ist Pomnitz ein Ortsteil der neuen Gemeinde Lanitz-Hassel-Tal.

## Verkehr
Drei Kilometer südlich der Ortschaft verläuft die Bundesstraße 87, die von Eckartsberga nach Naumburg (Saale) führt.

## Religion
Zum Kirchspiel Möllern gehören die Kirchdörfer Niedermöllern und Pomnitz und das Pfarrdorf Obermöllern. Die ursprüngliche romanische Pomnitzer Kirche aus der Zeit zwischen etwa 1050 und 1150 war dem Evangelisten Johannes geweiht. Aus dieser Zeit existiert nur noch der Taufstein. Nach dem Dreißigjährigen Krieg und einem erneuten Brand 1710 wurde die baufällige Kirche abgerissen. Der Neubau der kleinen kapellenähnlichen St.-Johannes-Kirche in Pomnitz erfolgte 1719.